# I'll Be on My Way
I'll Be On My Way är en låt skriven av John Lennon och Paul McCartney - dock huvudsakligen av McCartney. The Beatles spelade dock själva aldrig in låten på skiva. Den gavs i stället till Billy J Kramer and the Dakotas, som också tillhörde managern Brian Epsteins stall och producerades av George Martin på Parlophone. Låten kom ut den 26 april 1963 som B-sida till Kramers Do You Want to Know a Secret, också det en Lennon-McCartney-låt som funnits med på The Beatles' första LP Please Please Me släppt den 22 mars 1963. 
The Beatles spelade dock låten på en radioinspelning gjord på The BBC Paris Theatre i London den 4 april 1963. Denna konsert sändes i radioprogrammet Side by Side den 24 juni 1963. Den ursprungliga upptagningen finns inte kvar i BBC:s arkiv, men konserten finns trots detta bevarad genom att amatörer bandat radiosändningen. En version med dålig ljudkvalitet finns med på dubbel-CD:n Live at the BBC 1994. Beatles' egen version är klart mjukare och mer melodisk än Kramers.